# Anders Ward Nielsen
Anders Ward Nielsen (* 24. Februar 1967 in Kapstadt; † 29. Juli 2010 im St. Raphael’s Hospice, North Cheam, Greater London) war ein englischer Badmintonspieler. Heather Ward ist seine Mutter.

## Karriere
Anders Nielsen startete als Junior für Ebbisham, später bei den Erwachsenen für Wimbledon. 1992 nahm er im Herreneinzel an Olympia teil. Er verlor dabei jedoch schon in Runde eins und wurde somit 33. in der Endabrechnung. Zweimal wurde er englischer Meister. Bei Europameisterschaften gewann er 1992 und 1994 Bronze.
Nielsen starb am 29. Juli 2010 an Speiseröhrenkrebs. Im Gedenken an ihn wurde die Anders Foundation gegründet.

## Sportliche Erfolge
| Saison    | Veranstaltung                   | Disziplin    | Platz | Name           |
| --------- | ------------------------------- | ------------ | ----- | -------------- |
| 1987      | Polish International            | Herreneinzel | 1     | Anders Nielsen |
| 1989      | Canadian Open                   | Herreneinzel | 1     | Anders Nielsen |
| 1991      | Portugal International          | Herreneinzel | 1     | Anders Nielsen |
| 1991/1992 | EBU Circuit                     | Herreneinzel | 1     | Anders Nielsen |
| 1992      | Olympia                         | Herreneinzel | 33    | Anders Nielsen |
| 1992      | Europameisterschaft             | Herreneinzel | 3     | Anders Nielsen |
| 1992      | La Chaux-de-Fonds International | Herreneinzel | 1     | Anders Nielsen |
| 1992      | England: Einzelmeisterschaften  | Herreneinzel | 1     | Anders Nielsen |
| 1992      | Welsh International             | Herreneinzel | 1     | Anders Nielsen |
| 1994      | Europameisterschaft             | Herreneinzel | 3     | Anders Nielsen |
| 1995      | Bulgarian International         | Herreneinzel | 1     | Anders Nielsen |
| 1995      | England: Einzelmeisterschaften  | Herreneinzel | 1     | Anders Nielsen |